# Yasmin Temelli
Yasmin Temelli ist eine deutsche Romanistin.

## Leben
Nach dem Studium (1998–2004) der Romanistik, Politologie und Medienwissenschaften an der HHU Düsseldorf und der Università degli Studi di Firenze war sie 2005 wissenschaftliche Hilfskraft am Lehrstuhl V für romanistische Literaturwissenschaft an der HHU Düsseldorf. Nach der Promotion (2005–2008) in der Romanistik als Stipendiatin der Studienstiftung des deutschen Volkes war sie von 2008 bis 2016 wissenschaftliche Mitarbeiterin am Lehrstuhl I für romanistische Literaturwissenschaft an der HHU Düsseldorf. Sie war zwischen 2016 und 2021 Juniorprofessorin für iberoromanische Literatur- und Kulturwissenschaft mit dem Schwerpunkt Lateinamerika an der Ruhr-Universität Bochum. Nach der Habilitation 2021 (Venia legendi für Romanische Philologie) an der Ruhr-Universität Bochum ist sie seit 2021 W3-Professorin für Romanische Literatur- und Kulturwissenschaft / Allgemeine Literaturwissenschaft an der Universität Siegen.

## Schriften (Auswahl)
- Le sel n’est pas salé. Depression und Depressives Erleben männlicher Figuren in der französischen Literatur der Gegenwart. Freiburg im Breisgau, 2021, ISBN 978-3-96821-802-1.
- Schreiben statt Schweigen – weibliche Stimmen im Portrait. Eine Analyse sechs mexikanischer Frauenzeitschriften (1883–1910). München 2009, ISBN 978-3-89975-704-0.

- mit Hans Bouchard: Narratives of Money & Crime. Neoliberalism in Literature, Film and Popular Culture. Bern 2022, ISBN 978-3-631-84693-3.
- mit Judith Visser: Forschen(d) Lernen. Perspectivas interdisciplinarias hacia México. Bochum 2020, ISBN 978-3-89966-850-6.
- mit Sieglinde Borvitz: Liberté e(s)t choix: Verhandlungen von Freiheit in der französischen Literatur. Berlin 2019, ISBN 978-3-503-18116-2.
- mit Sieglinde Borvitz: Phänomene der Verknappung in den romanischen Literaturen und Kulturen. Berlin 2018, ISBN 978-3-86599-359-5.
- mit Vera Gerling, Santiago Navarro Pastor und Karolin Viseneber: Vittoria Borsò. Lateinamerika anders denken. Literatur – Macht – Raum (Artikelauswahl von Vittoria Borsò). Düsseldorf 2015, ISBN 978-3-943460-93-3.
- mit Vittoria Borsò und Gustavo Leyva: Democracia y violencia entre lo global y lo local. Demokratie und Gewalt zwischen dem Globalen und Lokalen. Düsseldorf 2014, ISBN 978-3-943460-82-7.
- mit Vittoria Borsó und Karolin Viseneber: México: migraciones culturales – topografías transatlánticas. Acercamiento a las culturas desde el movimiento. Madrid 2012, ISBN 978-84-8489-679-1.

## iMex.  México interdisciplinario
Sie ist Mitbegründerin und Chefherausgeberin der seit 2011 existierenden Online-Publikation iMex. México Interdisciplinario / Interdisciplinary Mexico.